# Eddie Lee Ivery
(en) Statistiques sur pro-football-reference

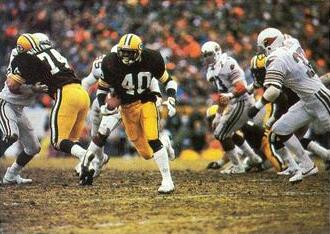
Rush d'Ivery (no 40) contre les Cardinals de Saint-Louis lors du match éliminatoire du premier tour de la NFC en 1982.

Eddie Lee Ivery, né le 30 juillet 1957 dans le comté de McDuffie, en Géorgie  est un joueur américain de football américain.
Il joue pour les Packers de Green Bay pendant toute sa carrière professionnelle. Au football américain université, il fait partie des Yellow Jackets du Georgia Institute of Technology.

## Jeunesse
Ivery est né dans le comté de McDuffie, en Géorgie. Il joue au football américain au lycée Thomson à Thomson, en Géorgie. Au cours de la saison 1974, il amasse 1 710 yards au sol.

## Carrière universitaire
Il fréquente le Georgia Institue of Technology où il joue au football américain pour les Yellow Jackets, de 1975 à 1978. Il est nommé dans la deuxième équipe All-American par Associated Press et United Press International lors de sa saison senior, en 1978.
Ivery est intronisé au Temple de la renommée du Georgia Tech Athletic en 1983. Il termine huitième du trophée Heisman en 1978 avec 11 votes de première place, 19 de deuxième place et 10 de troisième place pour un total de 81 votes.

### Statistiques universitaire
| Année  | Équipe                         | Statut | MJ |     | Courses | Courses | Courses | Courses |       | Passes réceptionnées | Passes réceptionnées | Passes réceptionnées | Passes réceptionnées |  | Fumbles | Fumbles |
| Année  | Équipe                         | Statut | MJ | Nb. | Yards   | Moy.    | TD      | Nb.     | Yards | Moy.                 | TD                   | Nb.                  | Perdus               |  |         |         |
| 1975   | Yellow Jackets de Georgia Tech | FR     | 11 | 43  | 301     | 7,0     | 1       | -       | -     | -                    | -                    | -                    | -                    |  |         |         |
| 1976   | Yellow Jackets de Georgia Tech | SO     | 11 | 146 | 754     | 5,2     | 6       | 4       | 75    | 18,8                 | 0                    | -                    | -                    |  |         |         |
| 1977   | Yellow Jackets de Georgia Tech | JR     | 11 | 153 | 900     | 5,9     | 6       | 3       | 93    | 31,0                 | 1                    | -                    | -                    |  |         |         |
| 1978   | Yellow Jackets de Georgia Tech | SR     | 11 | 267 | 1 562   | 5,9     | 9       | 20      | 238   | 11,9                 | 1                    | -                    | -                    |  |         |         |
| Totaux | Totaux                         | Totaux | 44 | 609 | 3 517   | 5,8     | 22      | 27      | 406   | 15,0                 | 2                    | -                    | -                    |  |         |         |

## Carrière professionnelle
Ivery est sélectionné au premier tour (15e choix) de la draft 1979 de la NFL par les Packers de Green Bay. Il joue pendant huit saisons en tant que running back avec les Packers. Il est contraint de prendre sa retraite après avoir subi une blessure à la jambe.

## Retraite
Depuis 2000, Ivery travaille comme entraîneur adjoint des Yellow Jackets après avoir été membre du conseil d’éducation du comté de McDuffie et avoir été entraîneur à la Thomson High School, où il a joué au football américain en école secondaire. Il termine ses études à Georgia Tech en 1992.